# جاك كروفورد (لاعب كرة قدم أمريكية)
جاك كروفورد (بالإنجليزية: Jack Crawford) هو لاعب كرة قدم أمريكية بريطاني، ولد في 7 سبتمبر 1988 في لندن في المملكة المتحدة.

## وصلات خارجية
- جاك كروفورد على موقع مرجع كرة القدم المحترفة.كوم (الإنجليزية)